# Caio Mário (cônsul em 82 a.C.)
Caio Mário (m. 82 a.C.; em latim: Gaius Marius Minor), dito o Jovem, foi um político da gente Mária da República Romana eleito cônsul em 82 a.C. com Cneu Papírio Carbão. Um dos principais líderes da facção dos populares, Mário se suicidou durante seu consulado ao se ver encurralado em Preneste depois de ser derrotado por Lúcio Cornélio Sula.

## Família
Mário, o Jovem, era filho de Caio Mário, que foi cônsul e um dos mais famosos generais romanos. Sua mãe, Júlia César, era tia do ditador Júlio César.

## Primeiros anos
Em sua juventude, Mário foi educado com Tito Pompônio Ático e Cícero por tutores gregos. Como seu pai, Mário avançou sua carreira política utilizado as táticas típicas da facção dos populares. Durante a Guerra Social, serviu como legado de cônsul Lúcio Pórcio Catão, que, segundo uma das fontes, Mário teria assassinado durante a Batalha do Lago Fucino depois de ter se ofendido com afirmações por parte do cônsul de que suas próprias conquistas estariam no mesmo nível das grandes vitórias de Caio Mário na sobre os cimbros. Tentando reforçar suas alianças políticas, Mário casou seu filho com Múcia Tércia, filha de Quinto Múcio Cévola, cônsul em 95 a.C. e pontífice máximo.
No turbilhão político iniciado por seu pai em 88 a.C. para remover seu rival, Lúcio Cornélio Sula, do comando das forças romanas na Primeira Guerra Mitridática, o jovem Mário acompanhou o pai no exílio quando Sula, num movimento inédito e inesperado, marchou sobre Roma e forçou-os a fugir. Em Óstia, o jovem Mário seguiu à frente de seu pai e cruzou o Mediterrâneo para a África. De lá, ele seguiu direto para a corte de Hiempsal II da Numídia para conseguir ajuda contra Sula, mas o rei decidiu prendê-lo. Mário conseguiu escapar com a ajuda de uma das concubinas de Hiempsal, seduzida por Mário. Em seguida, ele se juntou ao pai, que já havia cruzado para a África e os dois fugiram para as ilhas Kerkennah. Ao saber da tentativa de Lúcio Cornélio Cina de manter seu consulado, em 87 a.C., depois de ter sido ilegalmente expulso pelo optimate e aliado de Sula Cneu Otávio, pai e filho retornaram para a Itália. Rapidamente os dois assumiram o comando da situação e amealharam um exército de escravos e gladiadores, e assassinando seus inimigos, reais e imaginários. Segundo Dião Cássio, o jovem Mário inaugurou o sétimo consulado de seu pai, em 86 a.C., assassinando um dos tribunos da plebe e enviando sua cabeça aos recém-eleitos cônsules. Em paralelo, ele ordenou que um outro tribuno fosse atirado da Rocha Tarpeia, no alto do Capitólio. O jovem Mário também baniu dois pretores, ordenando que nenhum dos dois poderia receber "água ou fogo" de nenhum cidadão romano.
Quando Mário, o pai, faleceu, dezessete dias depois de ser eleito, Mário, o filho, assumiu o controle dos aliados e clientes dele, enquanto que o controle da facção mariana como um todo foi assumido por Cina, eleito cônsul três vezes seguidas até 84 a.C.. Diz-se que o jovem Mário não tinha o mesmo carisma do pai e tentou aumentar sua popularidade usando o nome da família.

## Consulado (82 a.C.) e morte
Finalmente o jovem Mário foi eleito cônsul em 82 a.C., sem dúvida um movimento político por parte de Cneu Papírio Carbão, seu colega consular, para aumentar o apoio popular para a guerra contra Sula, pois Mário era jovem demais para assumir o consulado. Dois homens talentosos e muito melhor preparados do Mário estavam nas fileiras da facção mariana em Roma, seu primo, Marco Mário Gratidiano e Quinto Sertório, foram preteridos em favor do valor simbólico do jovem Mário. Porém, muitos dos antigos veteranos dos exércitos do velho Mário deixaram sua aposentadoria e se juntaram ao filho de seu antigo general. Assim, pouco antes da Batalha de Sacriporto, o exército mariano contava com 85 coortes.
Terminada a Primeira Guerra Mitridática, Sula voltou a Roma para recuperar o poder em Roma. Com seus veteranos, desembarcou em Brundísio em 83 a.C., e, depois de conquistar a parte sul da Itália, invernou na Campânia. Mário estava estacionado na fronteira do Lácio para lhe fazer frente, mas foi derrotado na batalha de Sacriporto, obrigando Mário a fugir, com cerca de 7 000 de seus soldados, para a cidade fortificada de Preneste levando consigo o tesouro romano. O prefeito Quinto Lucrécio Ofela cercou a cidade, construindo rapidamente um anel de terra e tufa à volta da cidade. Mário ordenou que Lúcio Júnio Bruto Damásipo, o pretor urbano, que assassinasse todos os possíveis aliados de Sula em Roma como retaliação, incluindo o sogro dele, Quinto Múcio Cévola, o Pontífice, o antigo cônsul Lúcio Domício Enobarbo, Públio Antíscio e Caio Papírio Carbão, entre outros. Apesar das tentativas do cônsul Cneu Papírio Carbão e do próprio Damásipo, nenhum deles conseguiu levantar o cerco e libertar Mário. 
Depois da grande vitória de Sula na batalha da Porta Colina, em Roma, na qual ele derrotou e matou Pôncio Telesino, Mário, junto com um irmão de Telesino, tentou escapar uma última vez, desta vez cavando um túnel por sob as muralhas, mas o túnel foi descoberto. Para não caírem nas mãos inimigas, os dois se suicidaram. Segundo outras versões, Mário teria sido assassinado pelos seus escravos a seu pedido. Sua cabeça foi cortada e levada a Sula, que com desprezo comentou, em alusão à sua juventude, que deveria ter primeiro aprendido a remar antes de querer o comando do navio. Foi depois da morte de Mário que Sula assumiu pela primeira vez o agnome de "Félix".